# Walter Peracchi Barcelos
Walter Peracchi Barcelos (Porto Alegre, 14 de maio de 1907 — Porto Alegre, 13 de agosto de 1986) foi um militar e político brasileiro, governador do Rio Grande do Sul durante a Ditadura Militar.
Fez sua carreira na Brigada Militar, na qual sentou praça aos 14 anos. Galgou todos os postos até assumir, em 1948, o comando geral da Brigada Militar e idealizou a criação de uma polícia rural que, efetivamente, se tornou realidade em 1955, com a transformação do 1° Regimento de Cavalaria em 1° Regimento de Polícia Rural Montada.
Foi chefe da casa militar de Cordeiro de Farias, deputado estadual pelo Partido Social Democrático eleito em 1950 e 1954. Em 1958, concorreu ao governo do Rio Grande, pela UDN, sendo derrotado pelo candidato do PTB, Leonel Brizola. Elegeu-se deputado federal em 1962.
Em 1964 participou das articulações entre militares e os setores conservadores brasileiros que culminaram no golpe de 31 de março. Durante a ditadura militar, foi ministro do Trabalho e Previdência Social (no governo Castelo Branco) e governador do Rio Grande do Sul.
Depois da cassação de Ildo Meneghetti, governador eleito, foi indicado por Brasília e aceito pela Assembléia Legislativa do Estado, então dominada, após sucessivas cassações, pela ARENA, partido de sustentação política civil do regime de exceção em curso. Seu mandato durou de 12 de setembro de 1966 até 15 de março de 1971. Foi depois diretor do Banco do Brasil para a região sul do Brasil.
Em 1979 foi contrário à dissolução da ARENA, da qual era membro do conselho consultivo do diretório nacional. Voto vencido, aliou-se ao grupo fundador do PDS, atual PP.